# Карапанча (Ђурђу)
Карапанча (рум. Carapancea) насеље је у Румунији у округу Ђурђу у општини Расучени. Oпштина се налази на надморској висини од 84 m.

## Становништво
Према подацима из 2002. године у насељу је живело 134 становника, од којих су сви румунске националности.